# Grumman E-1
O Grumman E-1 Tracer foi um avião produzido pela Grumman, sendo o primeiro avião construído para executar apenas a função AWACS (Airborne Warning and Control System).

## História
Derivado do Grumman C-1 Trader , o E-1 Tracer fez seu primeiro voo em 17 de dezembro de 1956. Em 1958 entrou em serviço na US Navy como aernoave embarcada em porta aviões, onde permaneceu em serviço até 1977 quando foi substituído pelo Grumman E-2 Hawkeye.

## Variantes
- XWF-1
  - Projeto de aeronave para executar função AWACS, baseado no Grumman S-2 Tracker. Nunca construído.

- WF*-2
  - Versão AWACS do Grumman C-1 Trader, renomeada E-1B em 1962, 88 construídos.

- E-1B
  - antigos WF*-2 renomeados em 1962.

- Nota: até 1962 a Marinha dos Estados Unidos utilizava o código WF para designar seus aviões de função AWACS.

## Galeria

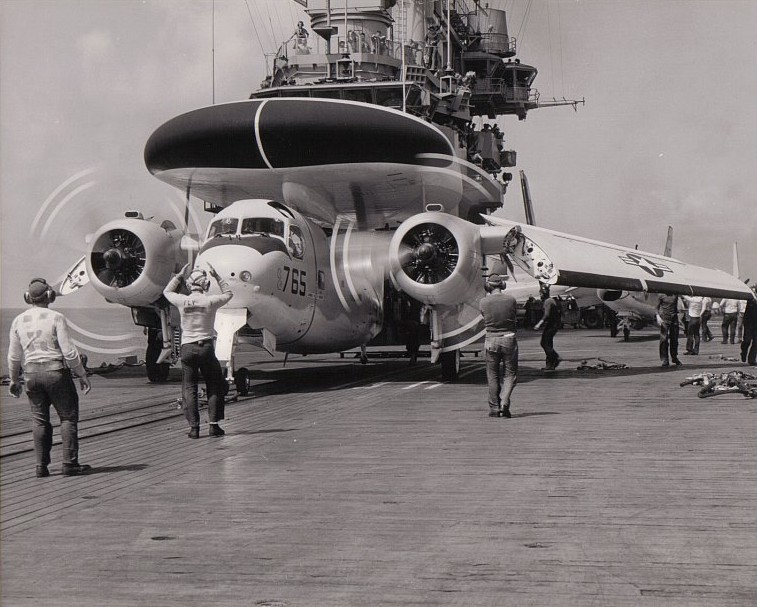
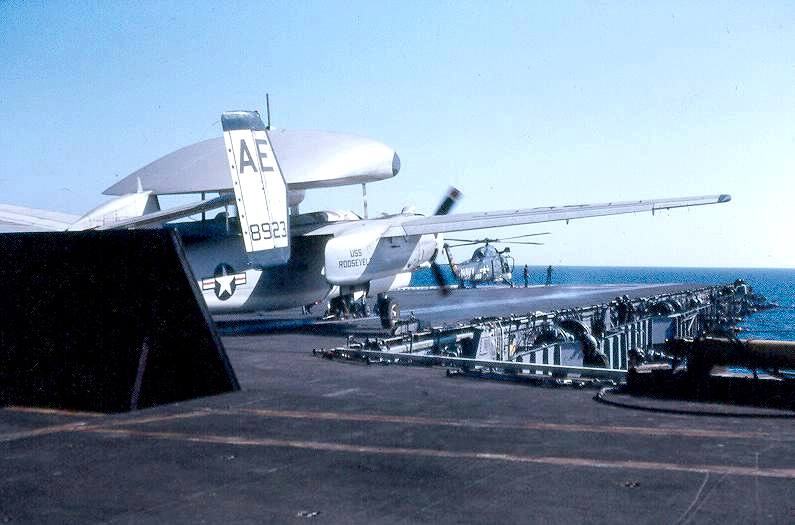
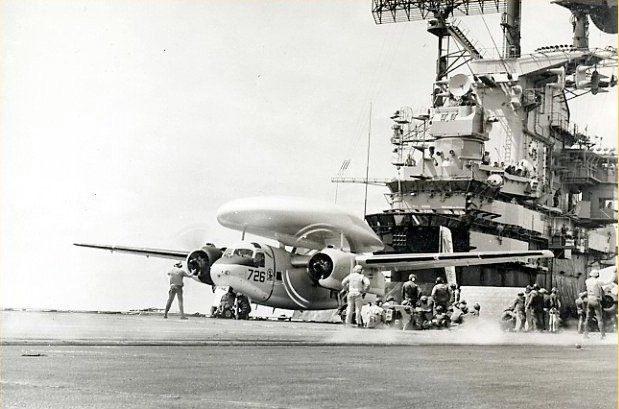

## Operadores
Estados Unidos
- Marinha dos Estados Unidos (1958-1977)